# النسيء
النسئ هي شعيرة من شعائر العرب في الجاهلية كان يقوم بها بنو فقيم من قبيلة كنانة العدنانية من أهل الحرم المكي، حيث كانوا ينسأون الشهور على العرب فيحلون الشهر من الأشهر الحرم ويحرمون مكانه الشهر من أشهر الحل، ويؤخرون ذلك الشهر.

## النسيء في القرآن
حرم الإسلام النسئ وجاء في القرآن في سورة التوبة: ﴿إِنَّمَا النَّسِيءُ زِيَادَةٌ فِي الْكُفْرِ يُضَلُّ بِهِ الَّذِينَ كَفَرُوا يُحِلُّونَهُ عَامًا وَيُحَرِّمُونَهُ عَامًا لِيُوَاطِئُوا عِدَّةَ مَا حَرَّمَ اللَّهُ فَيُحِلُّوا مَا حَرَّمَ اللَّهُ زُيِّنَ لَهُمْ سُوءُ أَعْمَالِهِمْ وَاللَّهُ لَا يَهْدِي الْقَوْمَ الْكَافِرِينَ ۝٣٧﴾ [التوبة:37].
وذكر البغوي في كتابه «تفسير البغوي» أن النسيء قد استمر بهم، فكانوا ربما يحجون في بعض السنين في شهر ويحجون من قابل في شهر آخر. قال مجاهد: كانوا يحجون في كل شهر عامين، فحجوا في شهر ذي الحجة عامين، ثم حجوا في المحرم عامين، ثم حجوا في صفر عامين، وكذلك في الشهور، فوافقت حجة النبي صلى الله عليه وسلم شهر الحج المشروع وهو ذو الحجة، فوقف بعرفة يوم التاسع، وخطب وأعلمهم أن أشهر النسيء قد تناسخت باستدارة الزمان، وعاد الأمر إلى ما وضع الله عليه حساب الأشهر يوم خلق الله السموات والأرض، وأمرهم بالمحافظة عليه لئلا يتبدل في مستأنف الأيام.

## صفة النسيء
كان النسئ في بنى فقيم بن عدي بن عامر بن ثعلبة بن الحارث بن مالك بن كنانة بن خزيمة بن مدركة بن إلياس بن مضر. وكان "أبو ثمامة"، وهو "جنادة بن أمية الكناني" من نسأة الشهور على قبائل معد، وكان يقف عند "جمرة العقبة، ويقول: اللهم إني ناسئ الشهور وواضعها مواضعها ولا أعاب ولا "أحاب" أجاب: اللهم إني قد أحللت أحد الصفرين وحرمت صفر المؤخر، وكذلك في الرجبين، يعني: رجبًا وشعبان. ثم يقول: انفروا على اسم الله تعالى.
وقال عمير بن قيس بن جذل الطعان بن فراس بن غنم بن ثعلبة بن مالك بن كنانة يفخر بالنسيء:

## القلمس جنادة بن عوف والإسلام
ذكر ابن هشام في كتابه «السيرة النبوية» أن أبا ثمامة جنادة بن عوف، كان آخرهم، وعليه قام الإسلام، وكانت العرب إذا فرغت من حجها اجتمعت إليه، فحرم الأشهر الحرم الأربعة: رجبا، وذا القعدة، وذا الحجة، والمحرم. فإذا أراد أن يحل منها شيئا أحل المحرم فأحلوه، وحرم مكانه صفر فحرموه، ليواطئوا عدة الأربعة الأشهر الحرم. فإذا أرادوا الصدر قام فيهم فقال: اللهم إني قد أحللت لك أحد الصفرين، الصفر الأول، ونسأت الآخر للعام المقبل.

## نسأة الشهور
| الرقم | اسم الناسئ (القلمس) | مقتطفات من تاريخه |
| ----- | --- | --- |
| 1     | سرير بن ثعلبة بن الحارث بن مالك بن كنانة بن خزيمة بن مدركة بن إلياس بن مضر بن نزار بن معد بن عدنان، الكناني                                        | أول من نسأ الشهور. |
| 2     | عدي بن عامر بن ثعلبة بن الحارث بن مالك بن كنانة بن خزيمة                                                                                           | انتقلت إليه من عمه. |
| 3     | فقيم بن عدي بن عامر | |
| 4     | عبد بن فقيم بن عدي | |
| 5     | حذيفة بن عبد بن فقيم | |
| 6     | عباد بن حذيفة بن عبد | |
| 7     | قلع بن عباد بن حذيفة | |
| 8     | أمية بن قلع بن عباد | |
| 9     | عوف بن أمية بن قلع | |
| 10    | أبو ثمامة جنادة بن عوف بن أمية بن قلع بن عباد بن حذيفة بن عبد بن فقيم بن عدي بن عامر بن ثعلبة بن الحارث بن مالك بن كنانة بن خزيمة، الفقيمي الكناني | كان آخرهم، وعليه قام الإسلام ونسأ 40 سنة. وكانت العرب إذا فرغت من حجها اجتمعت إليه، فحرم الأشهر الحرم الأربعة: رجبا، وذا القعدة، وذا الحجة، والمحرم. فإذا أراد أن يحل منها شيئا أحل المحرم فأحلوه، وحرم مكانه صفر فحرموه، ليواطئوا عدة الأربعة الأشهر الحرم. فإذا أرادوا الصدر قام فيهم فقال: اللهم إني قد أحللت لك أحد الصفرين، الصفر الأول، ونسأت الآخر للعام المقبل. |